# Cerodontha orcina
Cerodontha orcina este o specie de muște din genul Cerodontha, familia Agromyzidae, descrisă de Spencer în anul 1973.
Este endemică în Venezuela. Conform Catalogue of Life specia Cerodontha orcina nu are subspecii cunoscute.